# Krutost
Krutost možemo definirati kao otpornost na deformaciju i matematički ju definiramo kao odnos sile {\displaystyle \mathbf {} F} koja uzrokuje deformaciju i same deformacije {\displaystyle \mathbf {} x}.
{\displaystyle k={F \over x}}
Iz definicijske je jednadžbe jasno da je mjerna jedinica za krutost njutn po metru [N/m] što znači da je to veličina koja govori kolika je sila potrebna da bi se postigla jedinična deformacija. Ova je veličina od velike važnosti u primijenjenim znanostima strojarstvu, brodogradnji i građevinarstvu te je jedan od temeljnih pojmova u fizici čvrstog tijela.
O krutosti ima smisla govoriti samo kod čvrstih tvari s obzirom na to da tekućine i plinovi nemaju stalan oblik zbog slabijih međumolekularnih sila. Važno je shvatiti da krutost ovisi o nekoliko faktora: materijal tijela, geometrija tijela ili sustava (oblik i dimenzije) te vrsta opterećenja. Uzmimo za jednostavan primjer jedan štap učvršćen na svom kraju i opterećen tlačnom silom na svom drugom kraju, koja se poklapa s uzdužnom osi štapa. Svakome je jasno da će se zbog takvog opterećenja štap sabiti, tj. javit će se deformacija. Kolika će ta deformacija biti ovisi o tome koliko je štap aksijalno krut. Tako će se za istu silu i iste dimenzije čelični štap manje sabiti nego drveni štap, s obzirom na to da je čelik čvršći od drveta. Uzmemo li istu silu i dva čelična štapa različitih dimenzija, manje će se sabiti štap koji ima veću površinu poprečnog presjeka. Uzmemo li isti štap i opteretimo li ga silom istog intenziteta, ali okomitom na njegovu uzdužu os, iznos deformacije će biti drugačiji jer je i fleksijska krutost (krutost na savijanje) drugačija od aksijalne krutosti.

Općenito, mogu se definirati tri vrste krutosti
- aksijalna [N/m]
- fleksijska (krutost na savijanje) [N/m]
- torzijska (krutost na uvijanje) [Nm/rad]

U slučaju torzije (uvijanja), štap je opterećen momentom čiji se vektor poklapa s uzdužnom osi štapa, tj. opterećen je momentom koji djeluje u ravnini okomitoj na uzdužnu os štapa. 
Iz izloženog je vidljivo da krutost nije jednostavno i jednoznačno svojstvo te da izračun krutosti za složenije strukture može biti vrlo zahtijevan posao. 

Veličina recipročna krutosti je podatljivost i računa se kao
{\displaystyle \mathbf {} s={1 \over k}={x \over F}}
Mjerna jedinica je [m/N] i ta nam veličina govori kolika će se deformacija javiti pri opterećenju jediničnom silom. Analogno torzijskoj krutosti, torzijska podatljivost se izražava u radijanima po njutnmetru [rad/Nm].

### Povezani pojmovi
- Deformacija
- Naprezanje